# Una sensazionale intervista dei Beatles + tre dischi Apple
Una sensazionale intervista dei Beatles + tre dischi Apple è un box-set in 4 singoli di vari artisti, pubblicato dalla Apple (catalogo DPR 108) nel 1968.

## Descrizione
Il box-set, realizzato per promuovere l'etichetta Apple in Italia, consiste in una confezione apribile a 4 tasche con altrettanti 45 giri: oltre all'intervista di Kenny Everett ai Beatles, suddivisa su due facciate – con brevi estratti musicali –, contiene anche i singoli di altri artisti come Mary Hopkin (Quelli erano giorni/Turn, Turn, Turn), Jackie Lomax (Sour Milk Sea/The Eagle Laughs at You) e gli Iveys (Maybe Tomorrow/And Her Daddy's a Millionaire).

## I dischi del cofanetto

### Disco 1: Una sensazionale intervista con John, Ringo, Paul, George
Lato A
1. Intervista con i Beatles - 1ª parte (feat. Kenny Everett) – 3:30

Lato B
1. Intervista con i Beatles - 2ª parte (feat. Kenny Everett) – 3:52

### Disco 2: Mary Hopkin
Lato A
1. Quelli erano giorni[2] (Dorogoj dlinnoju) – 5:05 (testo italiano: Claudio Daiano; testo originale: Konstantin Podrevsky – musica: Boris Fomin)

Lato B
1. Turn, Turn, Turn – 2:48 (Pete Seeger)

### Disco 3: Jackie Lomax
Lato A
1. Sour Milk Sea – 3:47 (George Harrison)

Lato B
1. The Eagle Laughs at You – 2:22 (Jackie Lomax)

### Disco 4: The Iveys
Lato A
1. Maybe Tomorrow – 2:50 (Tom Evans)

Lato B
1. And Her Daddy's a Millionaire – 2:08 (Tom Evans, Pete Ham)